# عرقایا
عرقایا (به عربی: عرقایا) یک روستا در سوریه است که در استان حمص واقع شده‌است. عرقایا ۱٬۳۰۷ نفر جمعیت دارد.